# Катерина из России
«Катерина из России» (итал.: Caterina di Russia) — итальянский фильм 1963 года режиссёра Умберто Ленци с Хильдегард Кнеф в главной роли.

## Сюжет
Катерина узнает, что ее муж Пётр, царь России, замышляет убить её. Она освобождает из тюрьмы графа Орлова, заклятого врага Петра, и с его помощью свергает Петра и становится императрицей России.

## В ролях
- Хильдегард Кнеф — Екатерина II
- Серджо Фантони — граф Орлов
- Джакомо Росси-Стюарт — Понятовский
- Рауль Грассилли — Пётр III
- Эннио Бальбо — граф Панин
- Анджела Каво — Анна
- Леонардо Ботта — Салтыков
- Тина Латтанци — царица Елизавета
- Вера Бенуссо — графиня Воронцова
- и другие